# Kostelooze Amsterdamsche Polikliniek
De Kostelooze Amsterdamsche Polikliniek was een ziekenhuis in Amsterdam-Centrum.
Het ziekenhuis was gevestigd aan de Singel 242, daar waar de gracht een kruising had met de Warmoesgracht en toen die gedempt was met de Raadhuisstraat. In het gebouw was in de jaren tachtig en beginjaren negentig een magnetiseur gevestigd, die werkte met hypnose en massage.
In diezelfde tijd was er een oogkliniek gevestigd aan de Prinsengracht hoek Molenpad, waar arme mensen uit voornamelijk de Jordaan en de Jodenbuurt kosteloos terecht konden. Deze werd echter te klein en men wilde uitbreiden. Ze betrokken daarop het gebouw aan de Singel/Warmoesgracht. Als voorbeeld diende toen soortgelijke klinieken in Berlijn en Wenen en er kwam een klein behandelcentrum met slechts een beperkt aantal specialismen:
- Keel, neus en oren (Frederik Johannes Michelsen)
- Kinderziekten (Alexander Voûte jr.)
- Gynaecologie (vrouwenziekten) (Cornelis Nanning van de Poll)
- Oogziekten (Christian Hermann August Westhoff)
- Huidziekten (J. van der Spek)

De opening van de kliniek vond plaats in mei 1892. In de directie namen plaats Willem Hovy (1840-1915, later lid van Eerste Kamer en directeur Julianaziekenhuis), Anton Kalff (1846-1910), Felix Theodoor Westerwoudt (1831-1914, later lid van de Staatsraad) en Justus Rudolf Wüste (koopman van Wüste en Hintzen), de oogarts Westhoff was tevens secretaris-penningmeester. Het ziekenhuis had jaarlijks 2000 gulden nodig om gratis te blijven draaien (een dag verpleging kostte wel 1 gulden) en had vanaf het begin aan te kampen met financiële problemen, maar wist het tot de opheffing gratis te houden dankzij donaties. Het eerste jaar hebben 31 mannen en vrouwen gebruik gemaakt van de verpleegafdeling, terwijl 341 personen werden behandeld op KNO, 1123 kinderen tegen kinderziekten, 105 vrouwen, 220 personen bezochten dermatologie en Westhoff behandelde 1755 patiënten. Voor verdere behandeling van kinderziekten mochten kinderen een behandeling verwachten van het kinderziekenhuis van Samuel de Ranitz. De oogarts Westhoff kreeg veelal te maken met patiënten met trachoom, een besmettelijke ziekte die in de arme Jordaan en Jodenbuurt met haar gebrek aan hygiëne heerste en bleef heersen. Op sommige scholen had wel 25 % van de kinderen last van de ziekte. Hij schreef er een vlugschrift over (De bestrijding van het trachoom), waarvan de opbrengsten aan genoemde instelling ten goede kwam.
In juli 1893 werden de statuten koninklijk goedgekeurd waarvan een vermelding in de Staatscourant van 1 september 1893 werd opgenomen. Haar doel was toen bepaald als "de stichting, instandhouding en uitbreiding eener kostelooze polikliniek voor on- en minvermogende lijders". De bijbehorende vereniging werd 31 juli 1893 als rechtspersoon erkend. In 1894 meldde de vereniging dat zij in de periode 1893/1984 4486 patiënten had behandeld. Het jaarverslag van het seizoen 1895/1896 (het vierde) liet eenzelfde beeld zien. Jacob de Bruin, later Professor doctor aan de Universiteit van Amsterdam, heeft er enige tijd als kinderarts gewerkt. In 1902 behandelde de polikliniek 5379 patiënten. In het jaar 1908/1909 verschenen er 4127 patiënten waaraan 13270 consulten werden gegeven.
De Kostelooze polikliniek ging rond 1909/1910 op in het Binnengasthuis. Niet veel later werd deze hoek Singel/Raadhuisstraat gesloopt ten behoeve van het kantoor van de Nederlandsch-Indische Handelsbank, Singel 250. 